# Mangde Chhu
Der Mangde Chhu ist der 170 km lange rechte Quellfluss des Manas. Das etwa 7490 km² große Einzugsgebiet erstreckt sich über den zentralen Teil von Bhutan.
Der Mangde Chhu wird vom Gangkhar-Puensum-Gletscher, dessen Nährgebiet an der Südostflanke des 7570 m hohen Gangkhar Puensum liegt, gespeist. Die 10 km lange Gletscherzunge reicht bis auf eine Höhe von 4500 m hinab. Der Mangde Chhu durchquert den Himalaya anfangs 70 km in überwiegend südlicher Richtung. Anschließend wendet er sich auf seiner restlichen Fließstrecke in Richtung Südsüdost. Die Distrikte Wangdue Phodrang, Bumthang, Trongsa und Zhemgang liegen entlang seinem Flusslauf. Bei Flusskilometer 30 mündet der Bumthang Chhu von links in den Fluss. Unterhalb der Einmündung trägt der Fluss auch die Bezeichnung Tongsa. Schließlich vereinigt er sich 9 km oberhalb der indischen Grenze mit dem von Osten kommenden Drangme Chhu zum Manas.

## Wasserkraftwerk Mangdechhu
Bei Flusskilometer 108 nahe der Ortschaft Tongsa wird der Mangde Chhu vom Staudamm des Mangdechhu-Wasserkraftwerks auf einer Länge von etwa 6 km aufgestaut. Der Staudamm (⊙) hat eine Höhe über Gründungssohle von 101,5 m. Das Wasser wird über einen 13,5 km langen Stollen (6,5 m Durchmesser, Kapazität: 118 m³/s) zum Wasserschloss (152 m hoch, 1,5 m Durchmesser) geleitet. Von diesem führen zwei 1853 m lange Druckleitungen mit einem Durchmesser von jeweils 3,5 m zum Kraftwerk. Dieses verfügt über vier Pelton-Turbinen mit einer Leistung von jeweils 180 MW. Die Hauptkammer des Kavernenkraftwerks besitzt eine Höhe von 53 m sowie eine Länge von 231 m. Die Bauarbeiten begannen im Juni 2012. Die erste Kraftwerkseinheit ging im Juni 2019 in Betrieb, die zweite im Juli 2019. Seit Mitte 2020 sind alle vier Einheiten im Betrieb. Das Kraftwerk wird als Laufwasserkraftwerk betrieben.